# The Conspirator
The Conspirator es una película de 2010 dirigida por Robert Redford, la primera de la American Film Company. Narra la historia de Mary Surratt, la única conspiradora femenina acusada por el asesinato de Abraham Lincoln y la primera mujer en ser ejecutada por el gobierno federal de los Estados Unidos. Es protagonizada por James McAvoy, Robin Wright, Justin Long, Evan Rachel Wood, Jonathan Groff, Tom Wilkinson, Alexis Bledel, Kevin Kline y Toby Kebbell.
La película fue estrenada en el Festival Internacional de Cine de Toronto el 11 de septiembre de 2010. El lanzamiento en los cines en los Estados Unidos fue el 15 de abril de 2011, en el aniversario número 146 de la muerte del presidente Lincoln.
La película se estrenó en Canadá el 29 de abril y en el Reino Unido el 1 de julio. Lionsgate Home Entertainment lanzó la cinta en DVD y Blu-ray el 16 de agosto de 2011.

## Sinopsis
Mary Surratt fue la única mujer acusada como conspiradora en el asesinato de Abraham Lincoln. A medida que toda la nación se vuelve en su contra, se ve obligada a confiar en su abogado para que se descubra la verdad y pueda salvar su vida.

## Elenco
- James McAvoy como Frederick Aiken, joven abogado y héroe de la guerra que defiende a Surratt y que, en el proceso, aunque no está plenamente convencido de su inocencia, sí cree en su derecho a recibir un juicio justo.
- Robin Wright como Mary Surratt, la única mujer en el grupo de personas acusadas de asesinar al presidente.
- Justin Long como Nicholas Baker, el mejor amigo de Aiken, un veterano de la Guerra Civil.
- Evan Rachel Wood como Anna Surratt, hija de Mary Surratt.
- Johnny Simmons como John Surratt, hijo de Mary Surratt.[6]
- Toby Kebbell como John Wilkes Booth, el actor que asesina a Abraham Lincoln.
- Tom Wilkinson como Reverdy Johnson.
- Norman Reedus como Lewis Payne, el hombre que trató de asesinar a William H. Seward.
- Alexis Bledel como Sarah Weston, novia de Frederick Aiken.
- Kevin Kline como Edwin M. Stanton, el secretario de Guerra.
- Danny Huston como el general brigadier Joseph Holt.[7]
- Stephen Root como John M. Lloyd, un testigo principal del procesamiento.[8]
- Jonathan Groff como Louis Weichmann.
- Brent F.G. Feasel como Lord Dundreary.
- Kirk Sparks como Edmund Spangler.
- Colm Meaney como el David Hunter.
- Shea Whigham como el capitán Cottingham.
- James Badge Dale como William Hamilton.
- Jim True-Frost como John F. Hartranft.
- Gerald Bestrom como Abraham Lincoln, el presidente número 16 de los Estados Unidos, asesinado al inicio de la película.

## Producción
El rodaje comenzó en octubre de 2009, en Savannah, Georgia.
La casa de Mary E. Surratt todavía sigue en pie y está ubicada en la calle 604 H, NW en Washington D. C. La granja de Mary Surratt en Clinton (Maryland) ahora es un museo.

## Recepción
La película recibió comentarios mixtos de los críticos, como Metacritic, que le dio una puntuación de 55 sobre 100, a partir de 36 comentarios. Rotten Tomatoes informó que el 56 por ciento de las críticas le han dado votos positivos en 160 comentarios, con una puntuación de 6.1/10.

## Taquilla
No le fue excesivamente bien en la taquilla de los Estados Unidos, y obtuvo 11 millones y 538.204 dólares con un presupuesto de 25 millones.